# Sphaeropoeus variegatus
Sphaeropoeus variegatus är en mångfotingart som beskrevs av Pocock 1895. Sphaeropoeus variegatus ingår i släktet Sphaeropoeus och familjen Zephroniidae. Inga underarter finns listade i Catalogue of Life.